# (164294) 2004 XZ130
(164294) 2004 XZ130 – planetoida z grupy Atiry.

## Odkrycie
Została odkryta 13 grudnia 2004 roku za pomocą teleskopów Kecka na Mauna Kea przez Davida Tholena. Nazwa planetoidy jest oznaczeniem tymczasowym.

## Orbita
(164294) 2004 XZ130 okrąża Słońce w ciągu 179 dni w średniej odległości 0,61 j.a. Jest to planetoida należąca do grupy Atiry, podtypu grupy Atena. Jej orbita charakteryzuje się tym, że planetoida przez cały okres obiegu krąży bliżej Słońca niż Ziemia. W swoim ruchu orbitalnym (164294) 2004 XZ130 przecina orbity Wenus i Merkurego.